# Гильом IV (граф Тулузы)
Гильом IV (фр. Guillaume de Toulouse; погиб в 1094, Уэска) — граф Тулузы (1060—1094), сын Понса Тулузского и Альмодис де ла Марш.

## Биография
В 1060 году Гильом сменил своего отца Понса Тулузского под именем Гильома IV. После смерти в 1063/1066 его двоюродной сестры Берты, графини Руэрга, графства Агд, Безье, Нарбонна, Руэрг и Юзес перешли к графству Тулуза.
Сыновья Гильома умерли во младенчестве, и его дочь Филиппа стала его наследницей. По традиции графов Тулузы, графство не передавалось по женской линии, и таким образом возник вопрос правопреемства. В 1088 году Гильом отправился в Святую землю, оставив своего брата, Раймунда IV де Сен-Жиль, управлять вместо него. Впоследствии утверждали, что Раймунд был преемником Гильома, так как он сказал, что скорее всего, не вернется из похода. Действительно, Гильом IV погиб в борьбе с маврами в битве при Уэска. После этого муж Филиппы Гильом IX, герцог Аквитании попытался завоевать Тулузу, но Раймунд IV отразил его набеги. Впоследствии, Гильому Аквитанскому удалось на несколько лет стать графом Тулузы.
Граф Гильом IV погиб в 1094 году в битве при Уэске.

## Брак и дети
1. Жена (ранее, чем с 1067): Матильда
2. Жена (ранее, чем с 1080): Эмма де Мортен, дочь Роберта, графа де Мортен:
- Понс (умер до 1094)
- Неизвестный сын (умер до 1094)
- Филиппа Тулузская[1]  (умерла 28 ноября 1117): муж — Гильом IX, герцог Аквитании (22 октября 1071 — 10 февраля 1127)